# Dasyhelea gigantosalpinx
Dasyhelea gigantosalpinx är en tvåvingeart som beskrevs av Meillon 1937. Dasyhelea gigantosalpinx ingår i släktet Dasyhelea och familjen svidknott. Inga underarter finns listade i Catalogue of Life.